# Вајт Хол (Алабама)
Вајт Хол (енгл. White Hall) град је у америчкој савезној држави Алабама. По попису становништва из 2010. у њему је живело 858 становника.

## Демографија
Према попису становништва из 2010. у граду је живело 858 становника, што је 156 (15,4%) становника мање него 2000. године.
| Група             | 2000.       | 2010.       |
| Белци             | 14 (1,4%)   | 21 (2,4%)   |
| Афроамериканци    | 994 (98,0%) | 820 (95,6%) |
| Азијати           | 2 (0,2%)    | 0 (0,0%)    |
| Хиспаноамериканци | 8 (0,8%)    | 8 (0,9%)    |
| Укупно            | 1.014       | 858         |